# Efferent-loop-Syndrom
Das Efferent-loop-Syndrom (Syndrom der abführenden Schlinge) ist eine seltene Komplikation infolge einer teilweisen Entfernung des Magens (Magenresektion), die insbesondere nach einer Billroth-II-Operation oder einer Y-Roux-Anastomose auftreten kann.
Dabei kommt es zu einer Stenose der abführenden („efferenten“) Darmschlinge, meist einer Jejunum-Schlinge.
Leitsymptom ist galliges Erbrechen von Speisen nach Nahrungsaufnahme, gefolgt von sofortiger Beschwerdefreiheit.
Differentialdiagnostisch ist das Vena-mesenterica-superior-Syndrom,  eine durch eine atypisch verlaufende V. mesenterica superior bedingte Duodenalstenose, abzugrenzen.